# László Sárosi
László Sárosi (27. února 1932 – 2. dubna 2016) byl maďarský fotbalista a trenér.
Jako hráč nastupoval za Vasas SC. Nastoupil v 46 zápasech maďarské fotbalové reprezentace v letech 1957 až 1965 a zúčastnil se světových šampionátů v letech 1958 a 1962 a Mistrovství Evropy v roce 1964.